# Latiff Janneh
Latiff Janneh (11 marzo 1982) è un ex calciatore gambiano, di ruolo attaccante.

## Carriera

### Club
Ha giocato tra la seconda e la quarta serie del campionato belga.

### Nazionale
Nel 2003, ha giocato due partite con la nazionale gambiana.

## Statistiche

### Cronologia presenze e reti in nazionale
| Cronologia completa delle presenze e delle reti in nazionale ― Gambia | Cronologia completa delle presenze e delle reti in nazionale ― Gambia | Cronologia completa delle presenze e delle reti in nazionale ― Gambia | Cronologia completa delle presenze e delle reti in nazionale ― Gambia | Cronologia completa delle presenze e delle reti in nazionale ― Gambia | Cronologia completa delle presenze e delle reti in nazionale ― Gambia | Cronologia completa delle presenze e delle reti in nazionale ― Gambia | Cronologia completa delle presenze e delle reti in nazionale ― Gambia |
| Data                                                                  | Città                                                                 | In casa                                                               | Risultato                                                             | Ospiti                                                                | Competizione                                                          | Reti                                                                  | Note                                                                  |
| --------------------------------------------------------------------- | --------------------------------------------------------------------- | --------------------------------------------------------------------- | --------------------------------------------------------------------- | --------------------------------------------------------------------- | --------------------------------------------------------------------- | --------------------------------------------------------------------- | --------------------------------------------------------------------- |
| 30-3-2003                                                             | Bakau                                                                 | Gambia                                                                | 0 – 0                                                                 | Senegal                                                               | Qual. Coppa d'Africa 2004                                             | -                                                                     | 68’                                                                   |
| 12-10-2003                                                            | Bakau                                                                 | Gambia                                                                | 2 – 0                                                                 | Liberia                                                               | Qual. Mondiali 2006                                                   | -                                                                     | 81’                                                                   |
| Totale                                                                |                                                                       | Presenze                                                              | 2                                                                     |                                                                       | Reti                                                                  | 0                                                                     |                                                                       |